# 新疆伊斯兰教经学院
新疆伊斯兰教经学院（維吾爾語：شىنجاڭ ئىسلام ئىنستىتۇتى‎）是中华人民共和国唯一使用维吾尔语和阿拉伯语双语授课的伊斯兰教高等宗教院校，坐落于新疆维吾尔自治区乌鲁木齐市天山区。

## 历史
1985年，由伊斯兰发展银行投资120多万美元，加上政府拨款、群众捐助，总投资1700万元人民币的新疆伊斯兰教经学院开工建设，经学院于1986年竣工。1987年6月，首批进修班开学，中国人民政治协商会议全国委员会副主席王恩茂、中共中央统一战线工作部部长阎明复、中华人民共和国国家民族事务委员会主任司马义·艾买提以及新疆维吾尔自治区领导宋汉良、铁木尔·达瓦买提等人参加了开学典礼。11月，首批五年制本科班正式开学。1992年7月，首批五年制本科班学员毕业。2010年代中期开始，新疆伊斯兰教经学院开始扩招并兴建分院，其中位于乌鲁木齐经济技术开发区的新校区规划建筑面积超过50000平方米，投资超过2.8亿元人民币。
1992年9月12日，伊朗总统阿克巴尔·哈什米·拉夫桑贾尼参观访问新疆伊斯兰教经学院。21世纪后，阿不来提·阿不都热西提、司马义·铁力瓦尔地等数任新疆维吾尔自治区人民政府主席先后前往新疆伊斯兰教经学院调研。2009年7月5日，乌鲁木齐七五事件发生。新疆伊斯兰教经学院救助了15人，包括6名汉族、4名维吾尔族、4名哈萨克族以及1名来自塔吉克斯坦共和国的商人。

## 建筑
新疆伊斯兰教经学院天山区延安路校区占地5700平方米，由新疆建筑勘察设计院（今新疆建筑设计研究院）陈伯贞、赵大业等人设计，曾获中华人民共和国建设部优秀建筑设计二等奖。建筑由新疆维吾尔自治区冶金建设公司施工。新疆伊斯兰教经学院主要建筑包括综合办公教学楼、清真寺、沐浴房、食堂、宿舍楼等。经学院布局不对称，综合办公教学楼和学生宿舍构成四层的主体大楼，二层的食堂和会议室位于大楼右侧，一层的清真寺和沐浴房按照伊斯兰教建筑布局位于大楼左侧。经学院庭院内有草坪和花池。
主体大楼为砖混结构的伊斯兰建筑，正面一层中部有楼梯台阶，拾级而上可到达二层的主入口，入口的门廊顶部有雨棚。大楼正面有13个凹形窗，并连续使用大小不同的拱券，建有圆拱穹窿顶，建筑四角立有带有拱形穹窿塔的扶壁柱，塔顶有竖长的尖杆。主楼内部二层的接待室和进厅采用了维吾尔建筑中常见的花饰和几何纹进行装饰，地面为大理石地板，墙壁则采用了壁画装修。主体大楼内部其他房间仅作了一般装修。经学院清真寺顶部是在新疆清真寺中不常见的扁圆形穹窿顶，内部利用花格墙分隔空间，清真寺天窗采用类似阿以旺的形式，相比于建设年代相对久远的清真寺，经学院清真寺的天窗更为巨大，采光也更好。穹顶采用民族花纹及《古兰经》经文组成的图案进行装饰。清真寺内部墙面多有四方、二方连续纹样，与其他清真寺不同的是，该清真寺对门和门的上部有较为精细的装饰。蘑菇亭连廊将清真寺和主体大楼分开，连廊内部为白色。

## 现状
新疆伊斯兰教经学院坐落在中华人民共和国新疆维吾尔自治区乌鲁木齐市天山区延安路。新疆伊斯兰教经学院由新疆维吾尔自治区伊斯兰教协会管理，下设办公室、政治处、教务培训处、学生处、《古兰经》教学部、教规教学部、语言教学部等12个处（部）室。截止2019年，在职93人。经学院是中华人民共和国境内唯一使用维吾尔语和阿拉伯语双语授课的伊斯兰教高等学院。除了在乌鲁木齐天山区设有校区，新疆伊斯兰教经学院先后在乌鲁木齐经济技术开发区、伊犁哈萨克自治州、昌吉回族自治州、吐鲁番市、阿克苏地区、克孜勒苏柯尔克孜自治州、喀什地区、和田地区开办分院。
学院设置五年制本科班和三年制大专班以及为期一个学期的进修班，学院开设课程包括法律法规、宗教知识、思想政治等方面，其中为本科班开设39门课程，大专班28门课程，宗教相关包括《古兰经诵读学》《古兰经注释学》《圣训学》《伊斯兰教义教规学》等10余门课程。教授宗教课程的老师毕业于中国伊斯兰教经学院、埃及艾资哈尔大学等学校。截止2013年，有630余名维吾尔族、哈萨克族、柯尔克孜族、乌兹别克族、塔塔尔族本科毕业生毕业于新疆伊斯兰教经学院，毕业生或分布在新疆境内清真寺内担任伊玛目、哈提甫等教职，或进入伊斯兰教协会任职，或进入各地经文学校担任教师。

## 院长
- 买买提·赛来[书 6]
- 阿不都热克甫·吐木尼牙孜（2012-）[网 6]